# Nimboa capensis
Nimboa capensis is een insect uit de familie van de dwerggaasvliegen (Coniopterygidae), die tot de orde netvleugeligen (Neuroptera) behoort. 
De wetenschappelijke naam Nimboa capensis is voor het eerst geldig gepubliceerd door Tjeder in 1957.